# Corydoras schwartzi
Corydoras schwartzi är en fiskart som beskrevs av Rössel, 1963. Corydoras schwartzi ingår i släktet Corydoras och familjen Callichthyidae. Inga underarter finns listade i Catalogue of Life.